# Hangari Ju Jitsu Kelemen Ryu
1980 óta létezik a soke Kelemen István nevével fémjelzett ju jitsu Magyarországon. A Magyar Ju Jitsu Szövetség 1985-ben alakult. Az önálló Ryu, azaz iskola Hangari Ju Jitsu Kelemen Ryu néven 2009-ben formálisan is megalakult, majd 2010-ben bejegyzésre került Japánban.

## A Kelemen Ryu bejegyzése Japánban
A Magyar Ju Jitsu Szövetség elnöksége 2009-ben fogadta el határozatát, mellyel formálisan létrejött a Hangari Ju Jitsu Kelemen Ryu. Elindult egy folyamat, aminek a végén 2010-ben Japánban bejegyzésre került az új Ryu, soke Kelemen István pedig a három évtizedes alapítói munkájának betetőzéséül megkapta a 9. dan fokozatot és a soke címet (jelentése: alapító nagymester).
A cím mellé kapott kalligráfia a YUH szimbólum. Jelentése: öröm és türelem. Ez a kalligráfia egyedi és más által nem használható.
Hogy mit jelent a RYU, arról bővebben itt lehet olvasni Archiválva 2018. május 22-i dátummal a Wayback Machine-ben.
A YUH szimbólumról és a bejegyzésről bővebb leírás itt található Archiválva 2018. május 22-i dátummal a Wayback Machine-ben.

## A Kelemen Ryu napjainkban
A Kelemen Ryu-t a Magyar Ju Jitsu Szövetség égisze alatt az ország 31 dojo-jában (edzőtermében) több mint 700 fő gyakorolja rendszeresen.
Ezen felül 2010 szeptembere óta a Terrorelhárítási Központ (TEK) kiképzési elemeként is szerepel. A TEK-ben 2011 szeptemberében kezdődött meg a rendszeres ju jitsu oktatás Kelemen István vezetésével.  A TEK-Fight néven ismertté vált stílus része a Kelemen Ryu ju jitsu.